# Fertő-Hanság Nationalpark
Fertő-Hanság Nationalpark] (ungarsk: Fertő-Hanság Nemzeti Park) er en nationalpark i det nordvestlige Ungarn i provinsen Győr-Moson-Sopron.  Den blev oprettet i 1991 og åbnede officielt sammen med den forbindende østrigske Neusiedler See Nationalpark samme år (begge parker er knyttet til Neusiedl-søen/Fertő-søen). Parken dækker 235,88 km², og består af to hovedområder. Fertö-søen blev udpeget til biosfærereservat i 1979.
Fertő-søen er den tredjestørste sø i Centraleuropa og den vestligste af de store kontinentale saltsøer i Eurasien . På grund af det lave vandstand og den fremherskende vind ændrer søens størrelse og form sig meget ofte. Området er hjemsted for forskellige fuglearter, såsom sølvhejre, purpurhejre, skestork og grågås . I løbet af træksæsonen optræder forskelligesneppefugle. Sjældne fugle omfatter rødhalset gås, havørn og blå kærhøg. Søen er beboet af dyndsmerling (Misgurnus fossilis), gedder og sabelkarpe (Pelecus cultratus). På engene vest for søen kan der findes sjældne planter som den fruesko, flueblomst, den ungarske iris (Iris variegata) og lav iris og forskellige sommerfuglearter, mens de østlige puszta- områder er dækket af Puccinellia peisonis, strandasters A. pannonicum og Strandgåsefod.